# Pakisztán a 2022. évi téli olimpiai játékokon
Pakisztán a kínai Pekingben megrendezett 2022. évi téli olimpiai játékok egyik részt vevő nemzete volt. Az országot az olimpián 1 sportágban 1 sportoló képviselte, aki érmet nem szerzett.

## Alpesisí
Férfi
| Versenyző      | Versenyszám | 1. futam      | 1. futam      | 2. futam | 2. futam | Összesítés | Összesítés |
| Versenyző      | Versenyszám | Idő           | Hely.         | Idő      | Hely.    | Idő        | Helyezés   |
| -------------- | ----------- | ------------- | ------------- | -------- | -------- | ---------- | ---------- |
| Muhammad Karim | Műlesiklás  | nem ért célba | nem ért célba | kiesett  | kiesett  | kiesett    | kiesett    |